# Giulio Anselmi

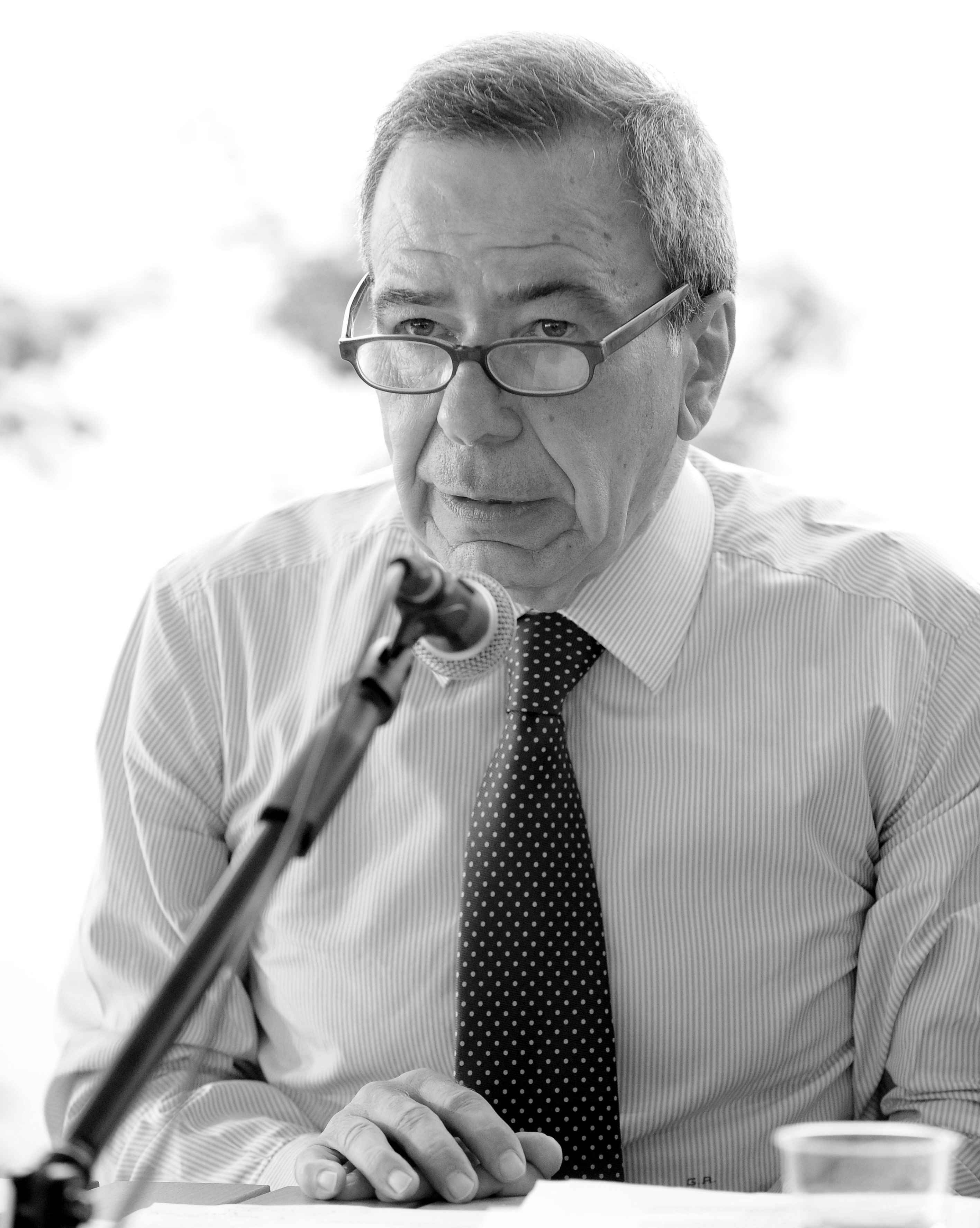
Giulio Anselmi

Giulio Anselmi (n. Valbrevenna; 1945) es un periodista italiano.

## Biografía
Licenciado en jurisprudencia por la Universidad de Génova, comenzó a interesarse por el periodismo desde su época de estudiante, colaborando en el Corriere Mercantile. Después de dos años de la licenciatura empezó a colaborar con el mismo periódico, seguidamente, en 1969 se trasladó Stampa Sera y posteriormente a La Stampa y a Panorama, como invitado especial. Desde 1977 a 1984 ha trabajado en Il Secolo XIX; enseguida fue director del periódico Il Mondo y, hasta 1993, codirector del Corriere della Sera. Desde 1993 a 1996 ha dirigido il Messaggero, y de 1997 a 1999 la ANSA, la agencia más grande periodística italiana.
Sucesivamente ha sido director del diario L'Espresso, hasta el año 2002, cuando dejó el cargo pero permaneciendo en el grupo editorial como vicepresidente de la sociedad de control. Editorialista de La Repubblica, Anselmi ha sido también consultor de Ballarò, el programa de investigación de la Raitre dirigido por Giovanni Floris.
Desde julio de 2005 es director de la Stampa de Turín.